# 防衛部員
防衛部員（ぼうえいぶいん）は、防衛省における官名のひとつ。防衛省設置法（昭和29年法律第164号）第10条第1項に基づき、内部部局（内局）に置かれる。防衛省設置法等の法律上は単に「部員」というが、辞令等では「防衛部員」と称されており、防衛庁時代は、「防衛庁部員」といった。
自衛隊員であり、掌る事務は、同条第3項において、「命を受けて、事務に参画する」とされている。
防衛部員は、内部部局の室長、企画官、班長等の職に就く。他の中央省庁における、本府省庁の室長級・企画官級・課長補佐級の事務官及び技官に相当し、自衛官における1佐～3佐に相当する。
他の省庁で「総括課長補佐」と呼ぶような課の事務の総括を担当するポストを、「先任部員」と呼称する。
防衛部員は、防衛省本省の内部組織に属する防衛省職員に限られるため、地方協力本部、地方防衛局、防衛大学校や防衛医科大学校といった防衛省の施設等機関、特別の機関、地方支分部局に異動した際には、同格、あるいは昇任したときでも防衛事務官あるいは防衛技官に転官する。また、本省内部部局以外の職に併任された場合は防衛部員と防衛事務官あるいは防衛技官に併任される。本省内部部局の課長級に昇任した場合は防衛書記官に転官する。
国家公務員I種試験の行政・法律・経済区分から採用される事務系職員（いわゆる防衛キャリア）は、入省後5年間「防衛事務官」として勤務した後、この「防衛部員」に昇任するのが一般的である。

## 部員の由来
「部員」は、防衛庁・防衛省の前身である保安庁時代からの独自の官名で、「もともとは、旧陸軍参謀本部のメンバーに対する呼称だったが、権威付けのため、あえて同じものが用いられた」のが由来とされる。